# Pel-et-Der
Pour les articles homonymes, voir PEL.
Pel-et-Der est une commune française, située dans le département de l'Aube en région Grand Est.

## Géographie
|             | Molins-sur-Aube | Lesmont             |
| Val-d'Auzon | Pel-et-Der      | Précy-Notre-Dame    |
| Brévonnes   |                 | Blaincourt-sur-Aube |

Pel-et-Der est issu de la réunion de deux paroisses. Son territoire fait partie du parc naturel régional de la forêt d'Orient.

### Hydrographie
La commune est dans la région hydrographique « la Seine de sa source au confluent de l'Oise (exclu) » au sein du bassin Seine-Normandie. Elle est drainée par le ruisseau du Temple, le canal de l'Orient, le canal de Yon, le Fossé 01 de la Croisette, le Fossé 01 de la Jonchère, le Fossé 01 de la Louvière, le Fossé 01 de la Voie de l'Orme, le Fossé 01 du Moriller, le Fossé 03 de la commune de Pel-et-Der, le Fossé 04 de la commune de Pel-et-Der, le Fossé 06 de la commune de Pel-et-Der et le Fossé 07 de la commune de Pel-et-Der,.
Le ruisseau du Temple, d'une longueur de 18 km, prend sa source dans la commune de Vendeuvre-sur-Barse et se jette  dans l'Auzon à Brévonnes, après avoir traversé sept communes.

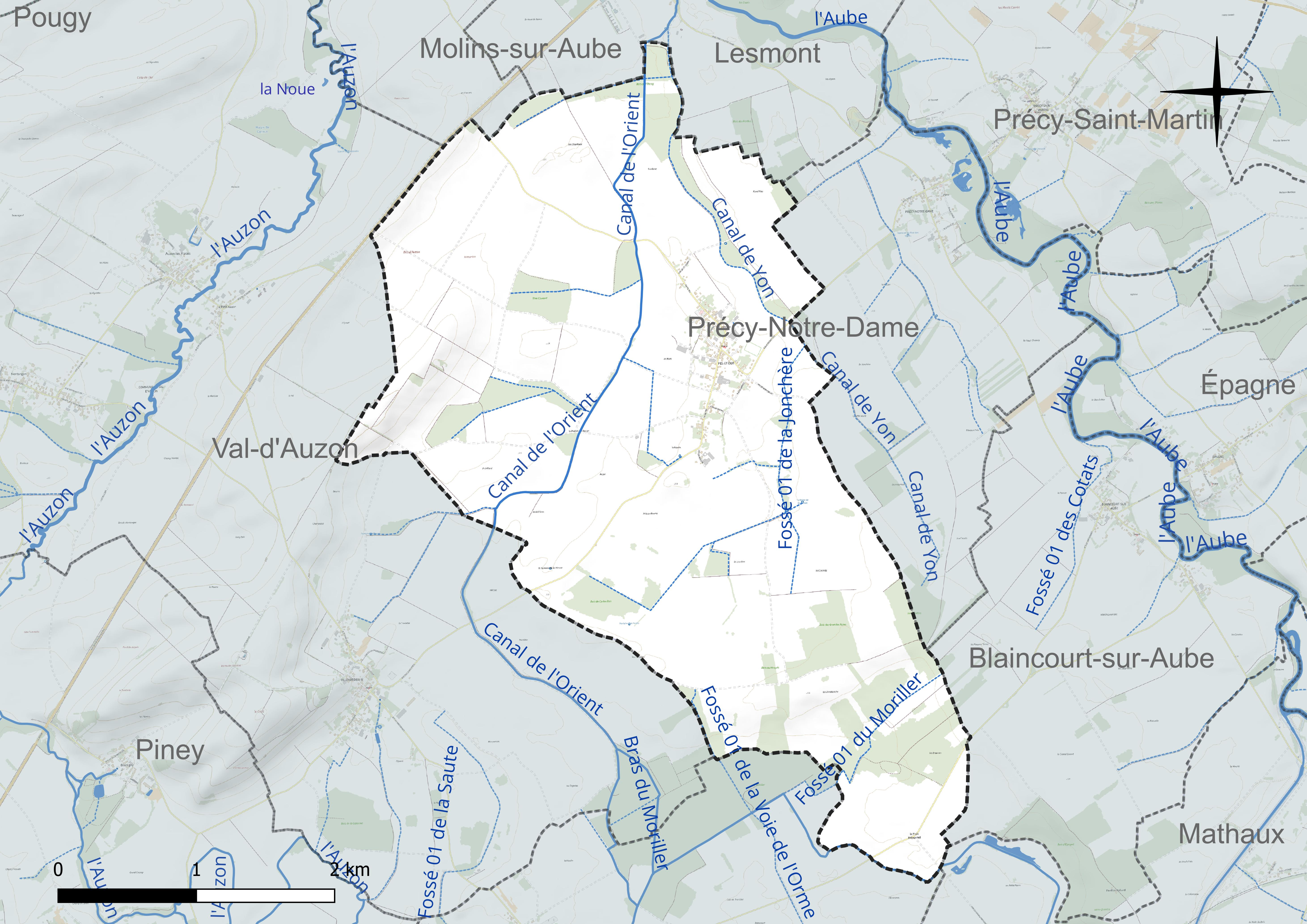
Réseau hydrographique de Pel-et-Der.

### Climat
Pour des articles plus généraux, voir Climat du Grand Est et Climat de l'Aube.
En 2010, le climat de la commune est de type climat océanique dégradé des plaines du Centre et du Nord, selon une étude du Centre national de la recherche scientifique s'appuyant sur une série de données couvrant la période 1971-2000. En 2020, Météo-France publie une typologie des climats de la France métropolitaine dans laquelle la commune est exposée à un climat océanique altéré et est dans la région climatique Lorraine, plateau de Langres, Morvan, caractérisée par un hiver rude (1,5 °C), des vents modérés et des brouillards fréquents en automne et hiver.
Pour la période 1971-2000, la température annuelle moyenne est de 10,6 °C, avec une amplitude thermique annuelle de 15,7 °C. Le cumul annuel moyen de précipitations est de 749 mm, avec 12,3 jours de précipitations en janvier et 8,2 jours en juillet. Pour la période 1991-2020, la température moyenne annuelle observée sur la station météorologique de Météo-France la plus proche, « Mathaux-Étape », sur la commune de Mathaux à 6 km à vol d'oiseau, est de 11,5 °C et le cumul annuel moyen de précipitations est de 733,9 mm. 
La température maximale relevée sur cette station est de 41,5 °C, atteinte le 25 juillet 2019 ; la température minimale est de −18 °C, atteinte le 2 janvier 1997,,.
Les paramètres climatiques de la commune ont été estimés pour le milieu du siècle (2041-2070) selon différents scénarios d'émission de gaz à effet de serre à partir des nouvelles projections climatiques de référence DRIAS-2020. Ils sont consultables sur un site dédié publié par Météo-France en novembre 2022.

## Urbanisme

### Typologie
Au 1er janvier 2024, Pel-et-Der est catégorisée commune rurale à habitat dispersé, selon la nouvelle grille communale de densité à 7 niveaux définie par l'Insee en 2022.
Elle est située hors unité urbaine. Par ailleurs la commune fait partie de l'aire d'attraction de Troyes, dont elle est une commune de la couronne,. Cette aire, qui regroupe 209 communes, est catégorisée dans les aires de 200 000 à moins de 700 000 habitants,.

### Occupation des sols
L'occupation des sols de la commune, telle qu'elle ressort de la base de données européenne d’occupation biophysique des sols Corine Land Cover (CLC), est marquée par l'importance des territoires agricoles (86,6 % en 2018), une proportion identique à celle de 1990 (86,6 %). La répartition détaillée en 2018 est la suivante : 
terres arables (75,3 %), prairies (11,2 %), forêts (11 %), zones urbanisées (2,4 %). L'évolution de l’occupation des sols de la commune et de ses infrastructures peut être observée sur les différentes représentations cartographiques du territoire : la carte de Cassini (XVIIIe siècle), la carte d'état-major (1820-1866) et les cartes ou photos aériennes de l'IGN pour la période actuelle (1950 à aujourd'hui).

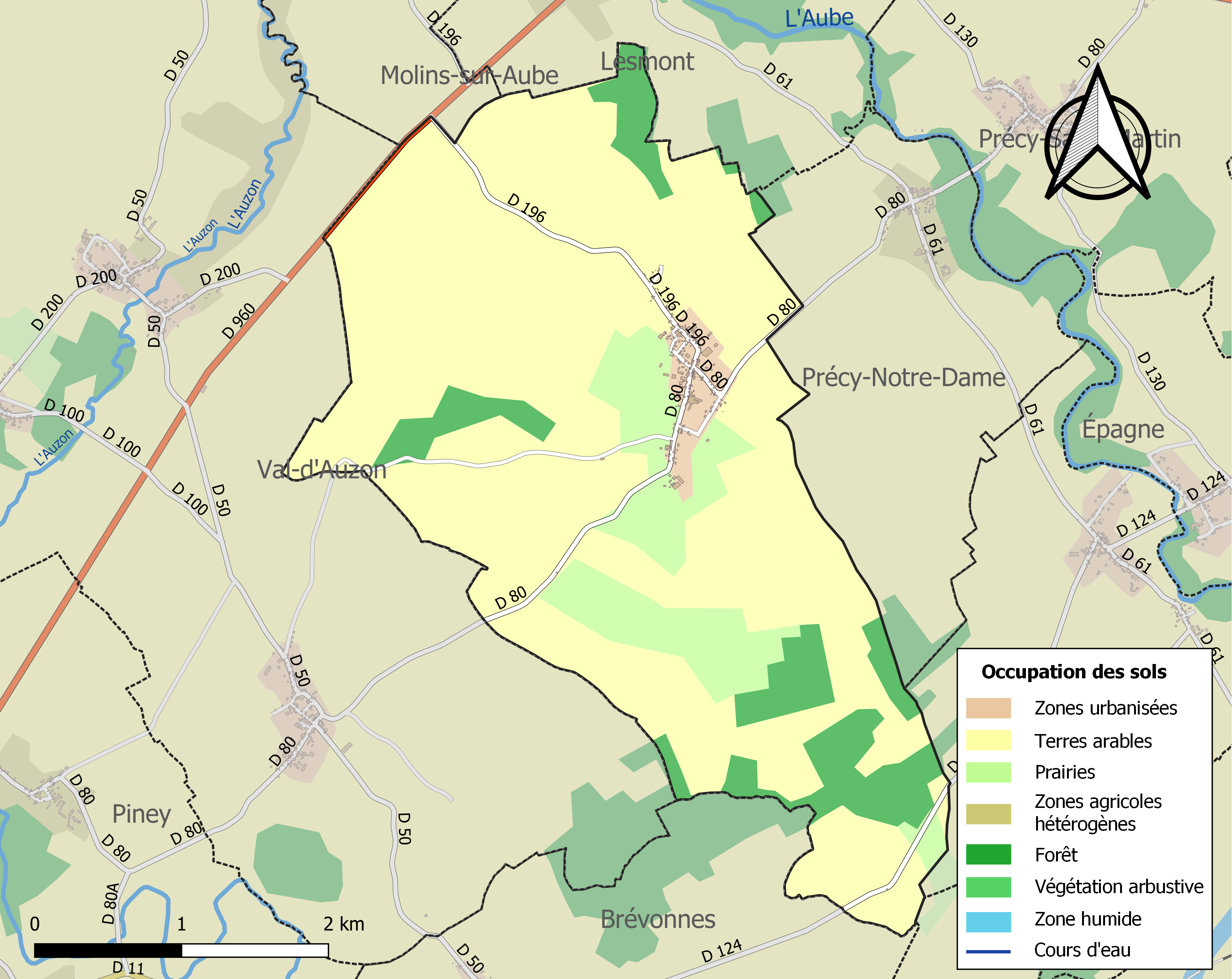
Carte des infrastructures et de l'occupation des sols de la commune en 2018 (CLC).

## Histoire
Le nom de l'ancien village de Der, d'origine celtique, rappelle l'ancienne forêt gauloise. Dès le milieu du IXe siècle, Montier-en-Der possédait une précaire à Pel. Au XIIe siècle, Montiéramey avait un prieuré à Der.

## Politique et administration
| Période                                  | Période  | Identité                                      | Étiquette | Qualité              |
| ---------------------------------------- | -------- | --------------------------------------------- | --------- | -------------------- |
| mars 2001                                | mai 2008 | Jacky Taupin                                  | DVD       |                      |
| mai 2008                                 | En cours | Dany Dubuisson Réélu pour le mandat 2020-2026 | DVD       | Agriculteur retraité |
| Les données manquantes sont à compléter. |          |                                               |           |                      |

## Démographie
L'évolution du nombre d'habitants est connue à travers les recensements de la population effectués dans la commune depuis 1793. Pour les communes de moins de 10 000 habitants, une enquête de recensement portant sur toute la population est réalisée tous les cinq ans, les populations de référence des années intermédiaires étant quant à elles estimées par interpolation ou extrapolation. Pour la commune, le premier recensement exhaustif entrant dans le cadre du nouveau dispositif a été réalisé en 2007.

En 2022, la commune comptait 128 habitants, en évolution de −5,88 % par rapport à 2016 (Aube : +0,7 %, France hors Mayotte : +2,11 %).
| 1793 | 1800 | 1806 | 1821 | 1831 | 1836 | 1841 | 1846 | 1851 |
| ---- | ---- | ---- | ---- | ---- | ---- | ---- | ---- | ---- |
| 440  | 519  | 501  | 501  | 512  | 504  | 495  | 498  | 500  |

| 1856 | 1861 | 1866 | 1872 | 1876 | 1881 | 1886 | 1891 | 1896 |
| ---- | ---- | ---- | ---- | ---- | ---- | ---- | ---- | ---- |
| 462  | 436  | 433  | 431  | 427  | 386  | 374  | 351  | 336  |

| 1901 | 1906 | 1911 | 1921 | 1926 | 1931 | 1936 | 1946 | 1954 |
| ---- | ---- | ---- | ---- | ---- | ---- | ---- | ---- | ---- |
| 319  | 290  | 266  | 220  | 188  | 195  | 171  | 169  | 167  |

| 1962 | 1968 | 1975 | 1982 | 1990 | 1999 | 2006 | 2007 | 2012 |
| ---- | ---- | ---- | ---- | ---- | ---- | ---- | ---- | ---- |
| 192  | 176  | 161  | 146  | 138  | 141  | 148  | 149  | 147  |

| 2017 | 2022 | - | - | - | - | - | - | - |
| ---- | ---- | - | - | - | - | - | - | - |
| 133  | 128  | - | - | - | - | - | - | - |

## Lieux et monuments
- Villa romaine d'Oger : un fragment de mosaïque est exposé au Musée des beaux-arts de Troyes[15].
- Une nécropole mérovingienne a été mise à jour sur le finage de la commune[15].
- L'église de Pel est dédiée à l'Assomption de la Vierge. Elle date du XVIe siècle[22]. Construite suivant un plan asymétrique, un seul collatéral flanque sa nef, au sud. De style gothique flamboyant, elle présente un chœur pentagonal ainsi qu'un portail orné de sculptures. L'édifice est inscrit à l'inventaire supplémentaire des monuments historiques depuis le 21 août 1990[23].

Elle renferme une sculpture de Saint-Quirin, une vierge de pitié et des fragments de vitraux du XVIe siècle.
- L'église de Der a disparu[22].
- La fontaine Saint-Quirin

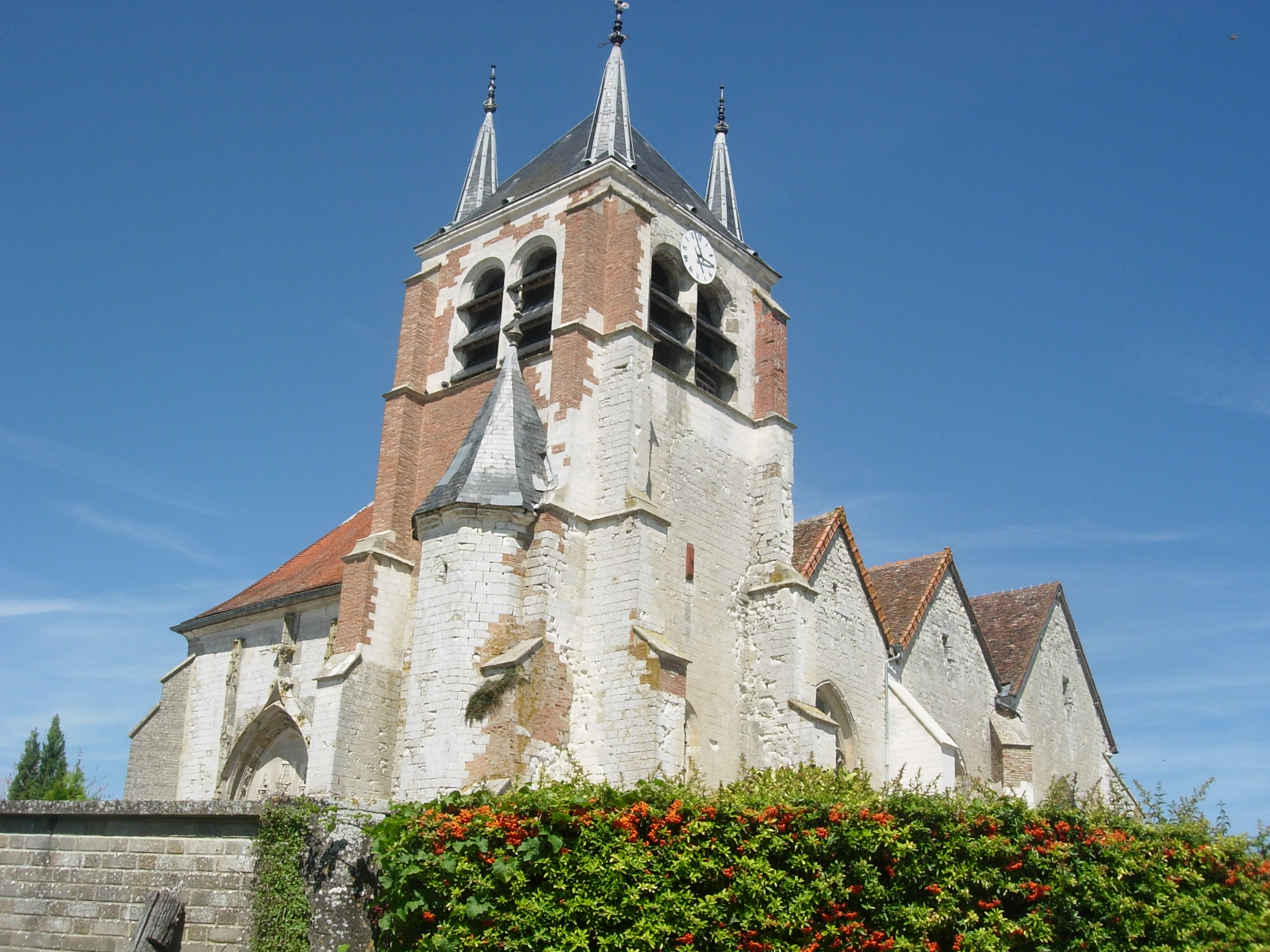
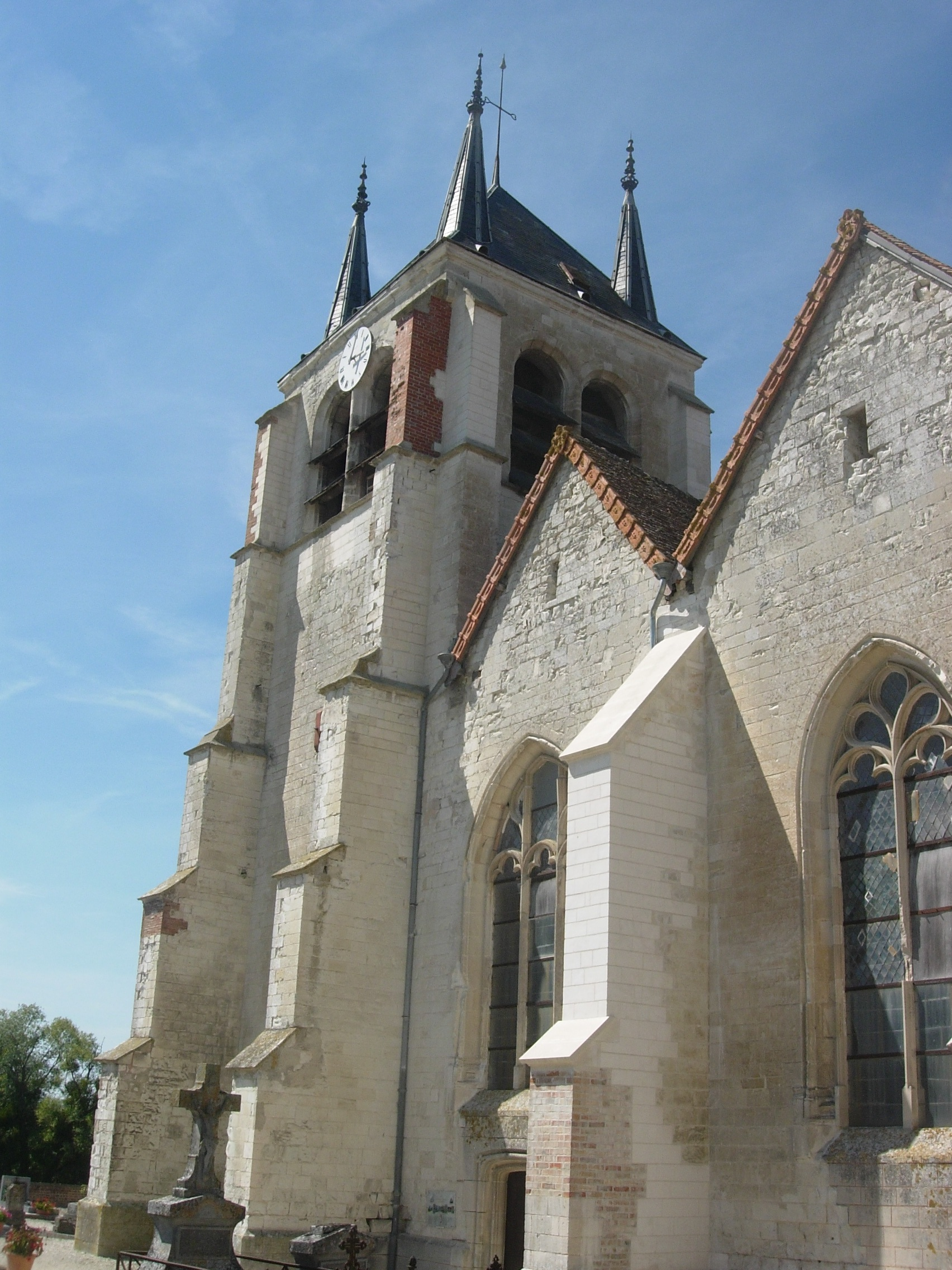
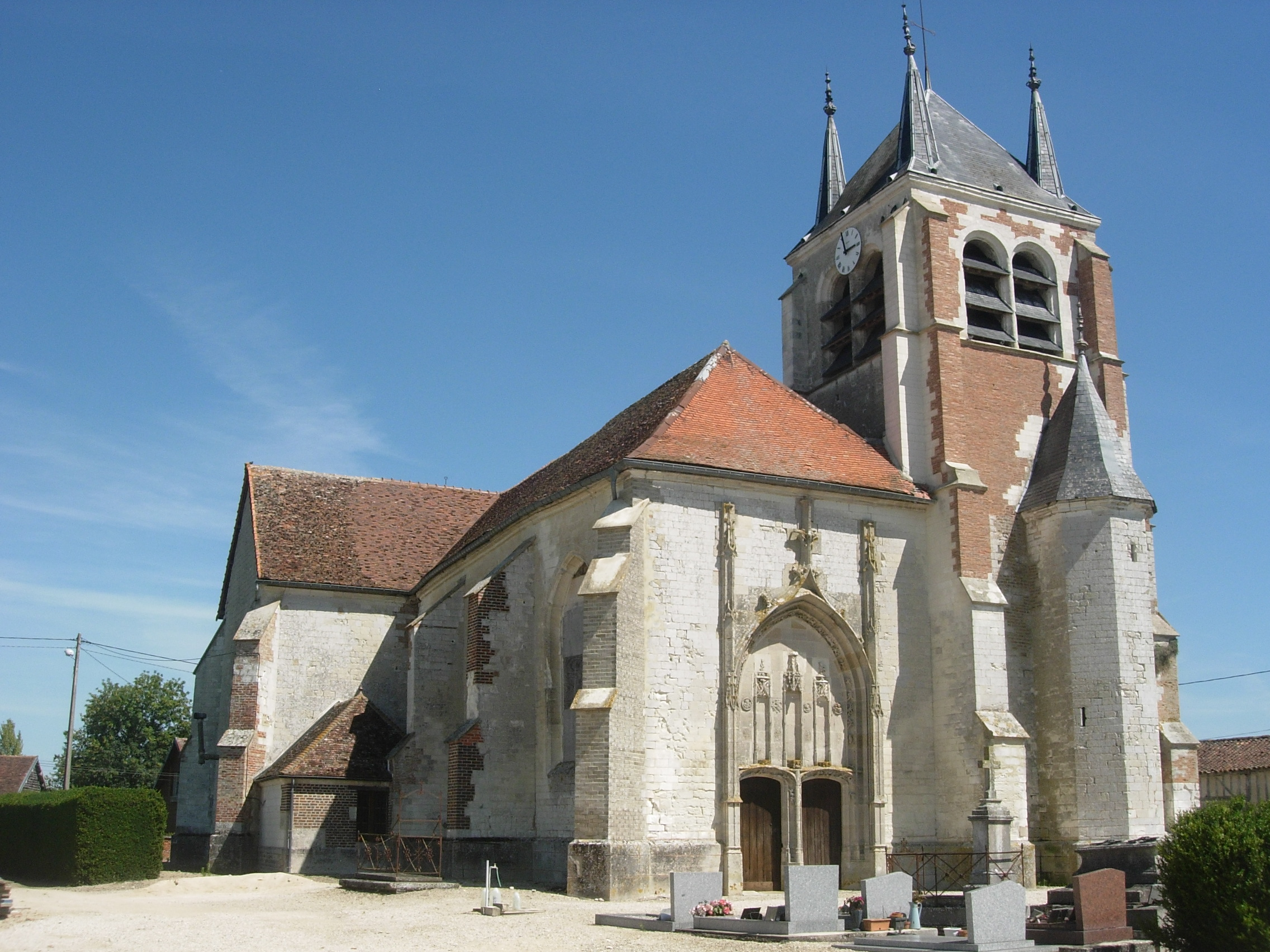
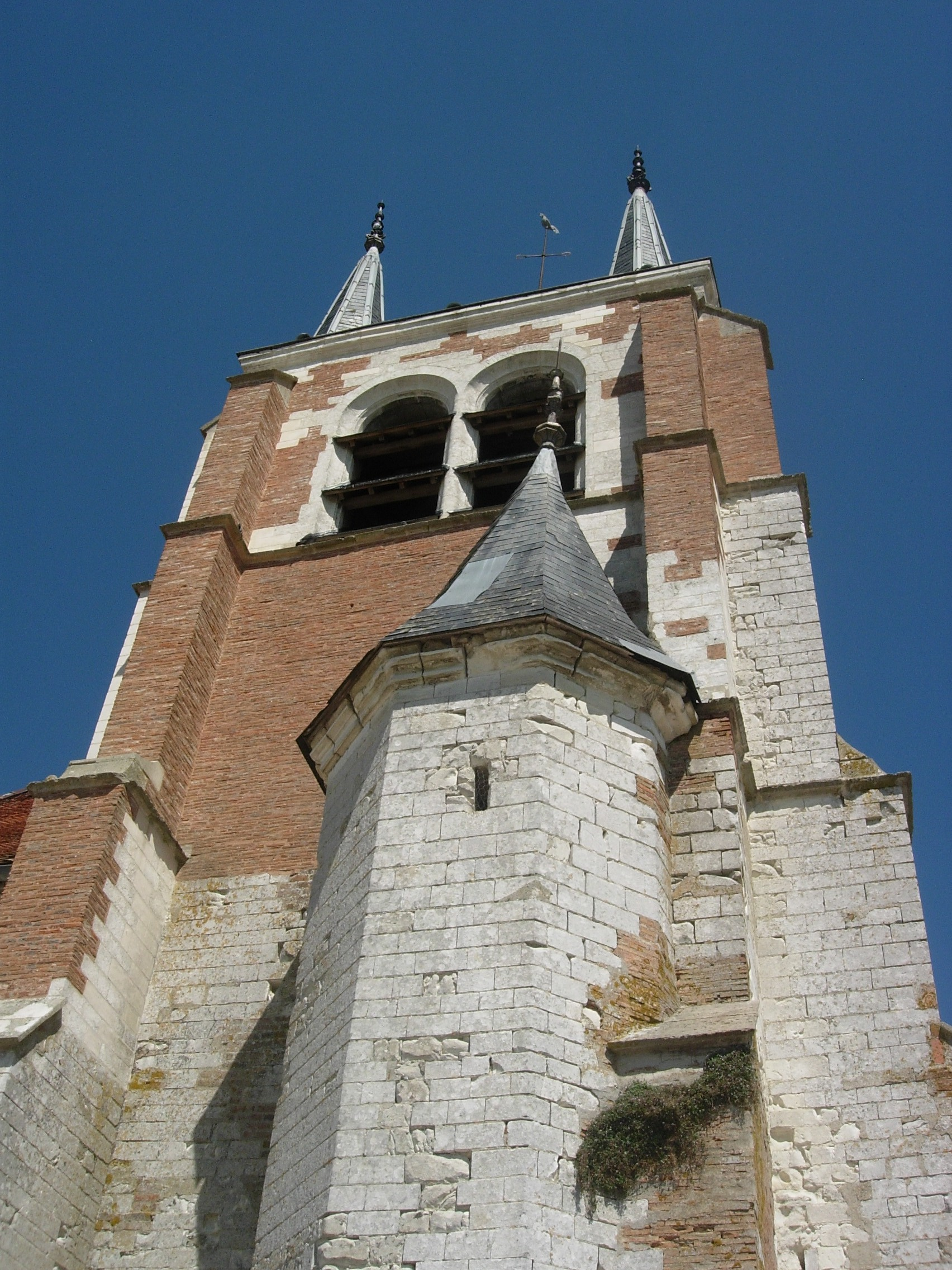

- le monument aux morts surmonté d'un coq

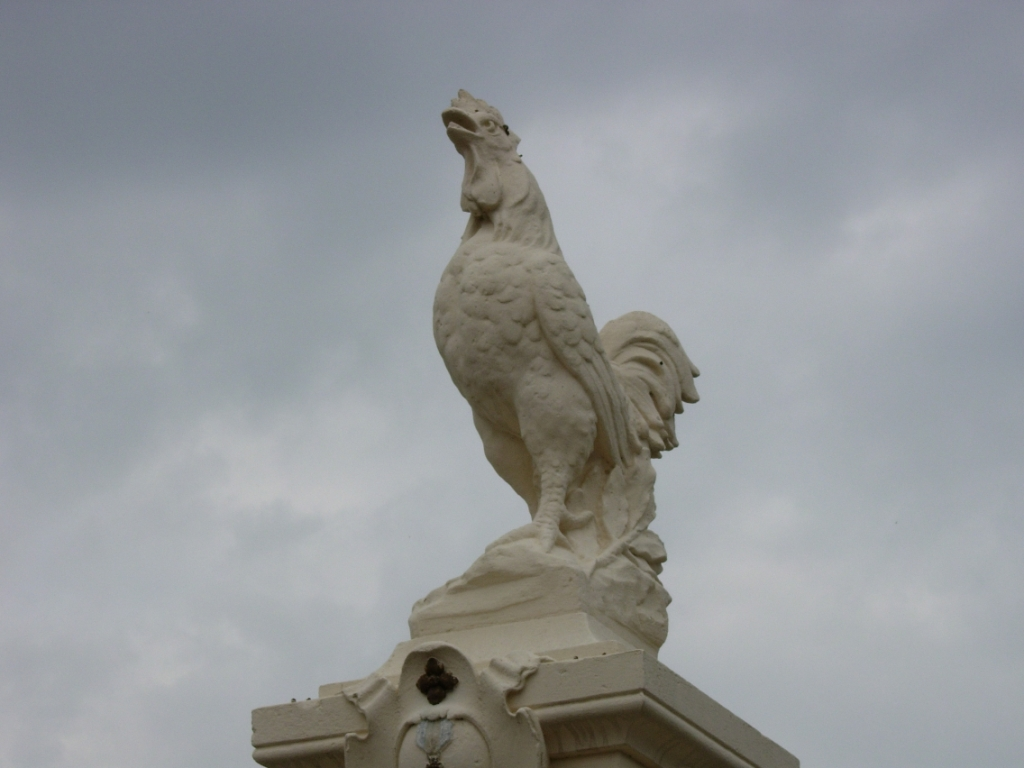
Pel-et-Der : le coq du monument aux morts.
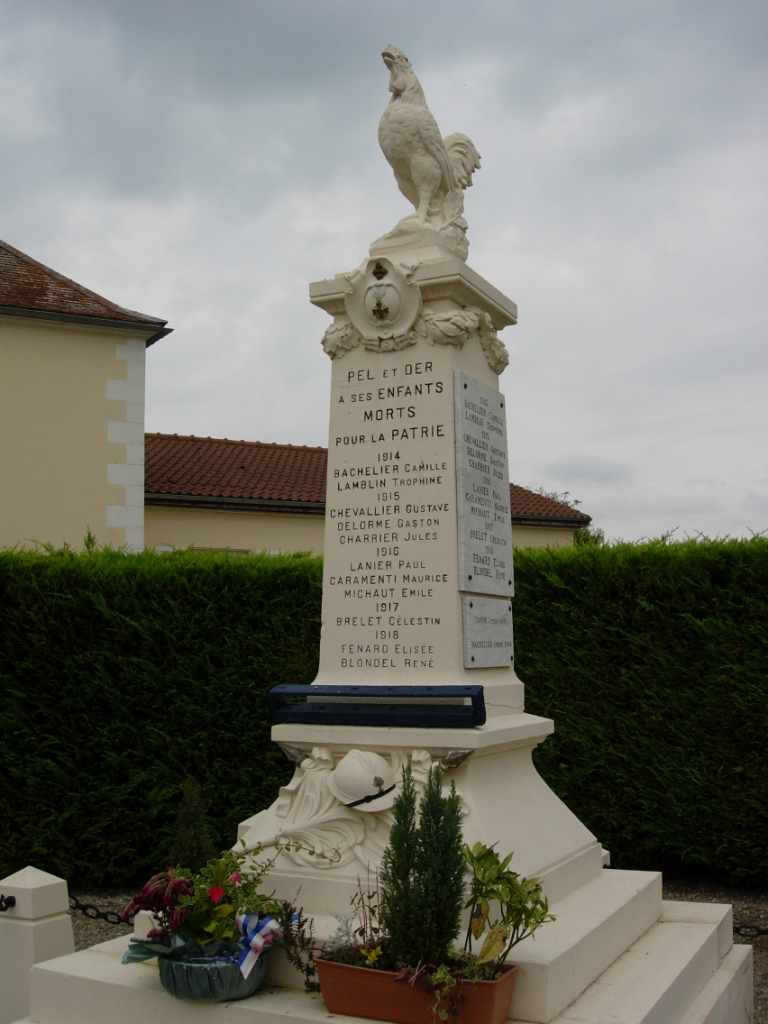
Pel-et-Der : le monument aux morts.
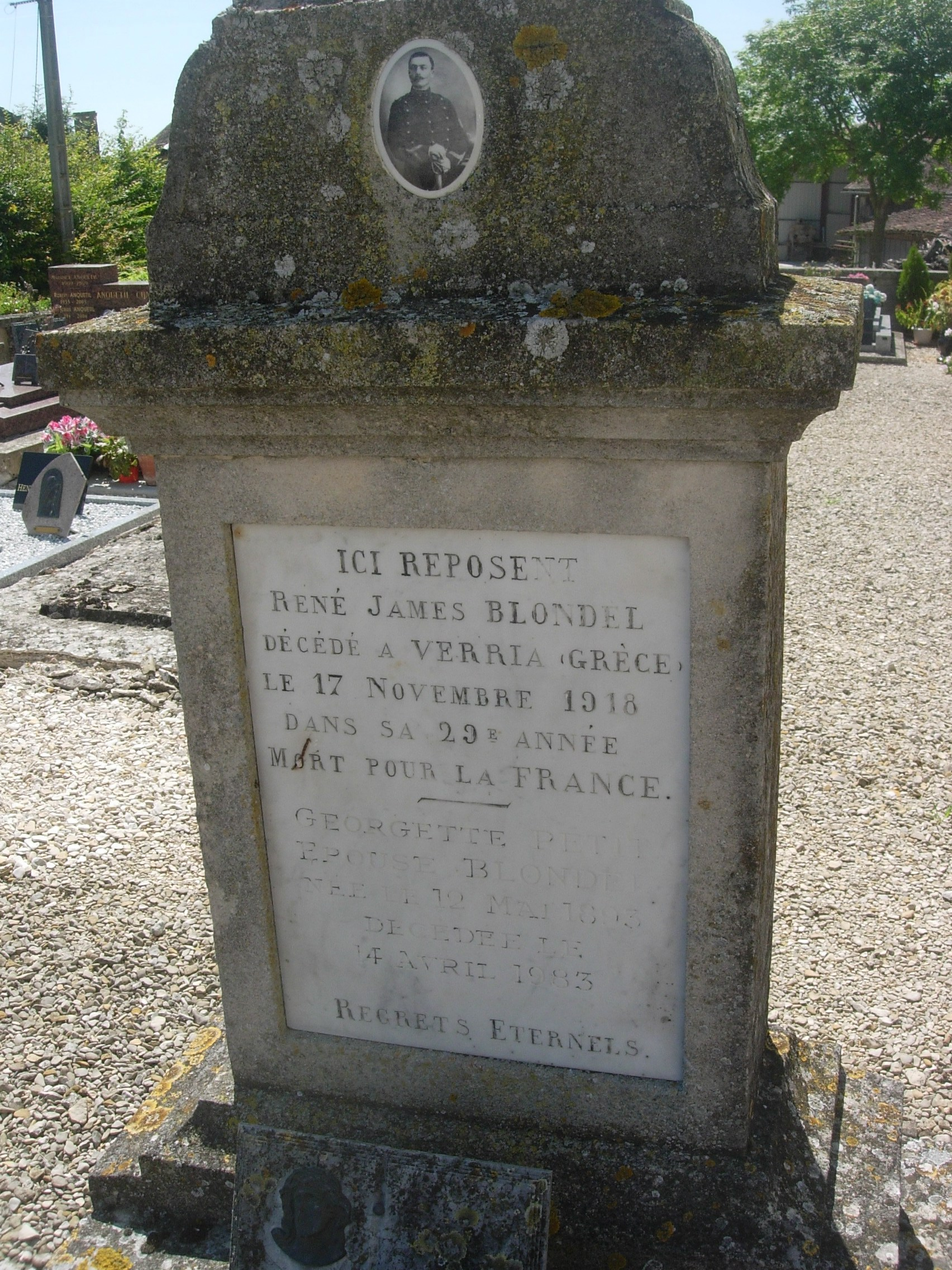
Tombe de René Blondel au cimetière de Pel-et-Der. Ce soldat est mort le 17 novembre 1918 en Grèce.